# Moringuidae
Los morínguidos (Moringuidae) son una familia de peces teleósteos del orden Anguilliformes conocidos vulgarmente como anguilas fideo. Son fundamentalmente marinos y raramente habitan en agua dulce; están distribuidos por aguas tropicales de los océanos Índico, Pacífico y oeste del Atlántico.
Tienen el cuerpo mucho más alargado y en forma de filamento que las anguilas verdaderas, con la piel sin escamas, abertura de las branquias situada en posición inferior; los ojos son muy pequeños y están situados bajo una membrana de piel; las aletas dorsal y anal comienzan muy posteriores en el cuerpo y se encuentran unidas a la aleta caudal.
Existe un dimorfismo sexual muy pronunciado, tanto que a veces ha sido problemático decidir si los dos sexos pertenecían o no a la misma especie.

## Géneros y especies
Existen 14 especies agrupadas en dos géneros:
- Género Moringua (Gray, 1831)
  - Moringua abbreviata  (Bleeker, 1863)
  - Moringua arundinacea (McClelland, 1844)
  - Moringua bicolor  (Kaup, 1856)
  - Moringua edwardsi (Jordan y Bollman, 1889) - morenita, morenita de arena o morenita de serpiente.
  - Moringua ferruginea (Bliss, 1883)
  - Moringua javanica (Kaup, 1856)
  - Moringua macrocephalus (Bleeker, 1863)
  - Moringua macrochir (Bleeker, 1855)
  - Moringua microchir (Bleeker, 1853)
  - Moringua penni (Schultz, 1953)
  - Moringua raitaborua (Hamilton, 1822)
- Género Neoconger (Girard, 1858)
  - Neoconger mucronatus (Girard, 1858) - anguila fideo aquillada, morenita acanalada o morenita rabúa.
  - Neoconger tuberculatus (Castle, 1965)
  - Neoconger vermiformis (Gilbert, 1890)